# Episodi di Silo (prima stagione)
La prima stagione della serie televisiva Silo, composta da dieci episodi, è stata pubblicata settimanalmente dal servizio di video on demand Apple TV+ dal 5 maggio al 30 giugno 2023.

| nº | Titolo originale  | Titolo italiano             | Pubblicazione USA | Pubblicazione Italia |
| -- | ----------------- | --------------------------- | ----------------- | -------------------- |
| 1  | Freedom Day       | Il giorno della libertà     | 5 maggio 2023     | 5 maggio 2023        |
| 2  | Holston's Pick    | La scelta di Holston        | 5 maggio 2023     | 5 maggio 2023        |
| 3  | Machines          | Macchine                    | 12 maggio 2023    | 12 maggio 2023       |
| 4  | Truth             | Verità                      | 19 maggio 2023    | 19 maggio 2023       |
| 5  | The Janitor's Boy | Il figlio di un inserviente | 26 maggio 2023    | 26 maggio 2023       |
| 6  | The Relic         | La reliquia                 | 2 giugno 2023     | 2 giugno 2023        |
| 7  | The Flamekeepers  | I guardiafiamma             | 9 giugno 2023     | 9 giugno 2023        |
| 8  | Hanna             | Hanna                       | 16 giugno 2023    | 16 giugno 2023       |
| 9  | The Getaway       | In fuga                     | 23 giugno 2023    | 23 giugno 2023       |
| 10 | Outside           | L'esterno                   | 30 giugno 2023    | 30 giugno 2023       |

## Il giorno della libertà
- Titolo originale: Freedom Day
- Diretto da: Morten Tyldum
- Scritto da: Graham Yost

### Trama
In un futuro distopico, una comunità vive, per cause sconosciute, in un gigantesco silo sotterraneo di oltre 140 piani. In tutti gli ambienti del silo, al posto delle finestre vi è un monitor con l'immagine trasmessa da una telecamera esterna che mostra un paesaggio desolato e inospitale. Holston Becker, lo sceriffo del silo, e sua moglie Allison, un'informatica del Reparto IT, chiedono e ottengono il permesso di procreare (le nascite nel silo sono controllate), così il medico estrae dall'addome della donna il dispositivo contraccettivo applicato a tutte le donne dalla pubertà. Passano le settimane e Allison non riesce a rimanere incinta; viene avvicinata da Gloria Hildebrandt, un'anziana paranoica sedicente esperta di fertilità che la mette in guardia: ai "piani alti" si è deciso che, com'era accaduto a lei, Allison non deve avere figli. Inizialmente Allison non dà peso alla donna, ma poco tempo dopo riceve la chiamata di George Wilkins, un tecnico hardware del Reparto Meccanica che con la scusa di avere assistenza dall'informatica le mostra una "reliquia", un oggetto proibito appartenente al periodo precedente alla cosiddetta "Rivolta", un evento (di cui si festeggia il giorno stesso l'anniversario della relativa sedazione) accaduto 140 anni prima durante il quale dei ribelli avevano cercato di liberare la popolazione del silo e avevano distrutto, secondo la ricostruzione ufficiale, ogni documento e ogni drive informatico. La reliquia è un hard disk: grazie a un articolo di Allison (subito censurato dal capo dell'IT) sul data recovery, George è riuscito ad accedervi e Allison riesce a visualizzare le directory del drive, che contengono numerosi file sul silo. Allison, spaventata, intima a George di distruggere l'hard disk, ma il giorno dopo, spinta dal bisogno di sapere la verità, torna dall'uomo e i due leggono l'intero contenuto del disco, compreso un video che mostra un mondo esterno verde e ospitale. Sconvolta, Allison ripensa alle parole di Gloria e, oramai a poche ore dalla scadenza del permesso di procreare, si estrae con un coltello il dispositivo contraccettivo dall'addome, dimostrando allo scettico marito che il medico ne aveva solo simulato l'estrazione. Ferita e sotto shock, Allison si reca in sala mensa e urla ai presenti che le immagini dei monitor sono finte e che fuori c'è un bellissimo mondo che li aspetta. Subito dopo dice ad alta voce che vuole uscire e viene immediatamente arrestata: chiunque dica quelle parole, infatti, viene messo agli arresti e, dopo avergli fatto indossare una speciale tuta stagna, è espulso dal silo. Tutti coloro che vengono espulsi devono pulire la videocamera esterna e fino ad allora nessuno ha mai omesso di farlo: Allison confida al marito che pulirà la camera solo se il mondo esterno è ospitale e che, siccome lo ama, tornerà a riprenderlo. Una volta fuori, la donna pulisce la videocamera ma dopo qualche passo si accascia, apparentemente morta. Due anni dopo, George Wilkins viene ritrovato morto: si suppone il suicidio, ma una meccanica che lavora nei livelli più bassi del silo, Juliette Nichols, afferma che sia stato ucciso. Una mattina dell'anno successivo, lo sceriffo Becker si reca nella cella riservata agli imminenti espulsi e pronuncia le parole proibite al suo vice Marnes.
- Altri interpreti: Olatunji Ayofe (Teddy), Georgia Goodman (Karen), Paul Bigley (dr. Leonard), James Palmer (Jim), Krishan Naidoo (facchino), James McGregor (furfante), Levi Goldmeier (eroe), Indigo Griffiths (eroina), Anna Siow (barista).

## La scelta di Holston
- Titolo originale: Holston's Pick
- Diretto da: Morten Tyldum
- Scritto da: Jessica Blaire e Cassie Pappas

### Trama
Lo sceriffo Becker si era recato da Juliette Nichols per ascoltare la sua teoria. La giovane meccanica aveva una relazione non autorizzata con George Wilkins (anche le relazioni, come le gravidanze, devono essere autorizzate): lo sceriffo lo aveva intuito e l'aveva esortata a confidarsi con lui. Nichols lo aveva portato in un luogo nelle profondità del silo dove, attraverso dei passaggi nel cemento, si giunge in una vasta caverna ove è presente una gigantesca macchina: è l'escavatore utilizzato per creare lo spazio per costruire il silo, successivamente abbandonato dai costruttori perché irrecuperabile. Wilkins le aveva lasciato una piccola reliquia (un antico dispenser di caramelle) e un messaggio, esortandola a cercare dove l'aveva vista la prima volta: aveva creato un ambiente abitabile ai bordi dell'escavatore, dove aveva conservato diverse reliquie, fra cui una videocamera e l'hard disk che aveva mostrato ad Allison. Successivamente si era messo alla ricerca di qualcosa: un passaggio, mostrato nelle piantine del silo che aveva visto assieme ad Allison, sull'estremo fondo della costruzione, interamente sommerso dalle acque di falda. Lo sceriffo, sconvolto, le aveva promesso che avrebbe indagato, ma dopo un anno non si è fatto più sentire, anzi ha chiesto di uscire. Giunto all'esterno, Becker vede ciò che Allison aveva urlato alla folla: un ambiente verde e ospitale, ma dopo aver pulito la telecamera di sicurezza ed essersi tolto il casco, si accascia. Aveva lasciato delle indicazioni al suo vice Marnes affinché il suo successore fosse Nichols. Quest'ultima si reca all'escavatore e, con una corda, si cala verso il fondale allagato.
- Altri interpreti: Olatunji Ayofe (Teddy), Ayaaz Tariq (vicesceriffo Brooks), Kumbi Mushambi (Larry), Michael-Alan Read (Toby).

## Macchine
- Titolo originale: Machines
- Diretto da: Morten Tyldum
- Scritto da: Ingrid Escajeda

### Trama
La sindaca Janhs si reca assieme al vicesceriffo Marnes a conferire l'incarico di sceriffo a Nichols e ne approfitta per visitare i diversi livelli del Silo e i vari reparti; il responsabile del Reparto IT, Bernard Holland, è contrario alla nomina di Nichols, mentre il capo della sicurezza del Reparto Giudiziario, Sims, le rimprovera la mancata visita alla giudice Meadows, anch'ella contraria alla nomina della meccanica. Al Reparto Medicina incontrano l'ostetrico Pete Nichols, padre di Juliette, con cui non si vede da anni a causa di una tragedia familiare. Nel frattempo nel fondo del silo, dove sono presenti i generatori che alimentano la struttura, la turbina a vapore principale presenta delle anomalie e Nichols chiede che venga fermata per poter effetturare le riparazioni necessarie, cosa che lascerebbe senza energia il silo. Nichols inizialmente rifiuta l'incarico da sceriffo, ma quando vede il distintivo che Becker le ha lasciato, in cui aveva inciso la parola "verità", ricordando le sue parole dice alla sindaca che accetterà l'incarico solo se potrà prima fermare il generatore principale per ripararlo. La difficile operazione viene portata a termine con successo dal team meccanico di Nichols e Shirley Campbell, capitanate dal capo reparto Knox; Juliette quindi si reca nei piani alti per prendere servizio, non prima di aver lasciato all'amica elettricista Martha Walker, che vive rinchiusa nel suo laboratorio da anni, la videocamera trovata da Wilkins. Dopo aver bevuto dalla borraccia di Marnes, la sindaca Jahns si sente male e inizia a vomitare sangue.
- Altri interpreti: Angela Yeoh (vice Molly Karins), Olatunji Ayofe (Teddy), Michael Magnet (uomo più anziano), Helene Maksoud (infermiera Alice), Oscar Coleman (Anthony), Rose De Vera (giovane donna), Téa Chung (ragazzina), Andy Linden (uomo anziano).

## Verità
- Titolo originale: Truth
- Diretto da: David Semel
- Scritto da: Remi Aubuchon

### Trama
La sindaca Jahns muore avvelenata: le subentra, pro tempore, il capo dell'IT Holland, che fa giurare Nichols come nuovo sceriffo. Juliette era andata via di casa a 13 anni dopo la morte per malattia del fratellino e il suicidio della madre, e aveva chiesto, mostrando false referenze del padre, asilo nel Reparto Meccanica a Martha Walker, che l'aveva affidata come "ombra" (apprendista) a Knox. Nichols non è ben vista dai nuovi colleghi, ma stringe un patto con il vice Marnes: lei aiuterà lui a indagare sulla morte della sindaca, con cui l'attempato poliziotto aveva una relazione, e lui in cambio l'aiuterà a investigare sulla morte di George Wilkins. Nichols non trova né il materiale di Wilkins (l'hard disk e gli appunti) che l'anno prima aveva consegnato a Becker, né il suo fascicolo giudiziario. Indagando sulla morte dell'amata, Marnes aveva prima picchiato Franky Brown, un pregiudicato, e poi era stato a sua volta picchiato da Patrick Kennedy, un ex trafficante di reliquie che accusa il vice di aver incastrato la moglie e di averne provocato la morte. L'ambiguo giudiziario Sims gli fa visita e gli propone la rimozione immediata, avallata dalla giudice Meadows, di Nichols, ma il vicesceriffo tergiversa e suggerisce che sia meglio aspettare che sia lei a dimettersi dopo aver fallito. La notte successiva, dopo aver intercettato una conversazione via radio fra Nichols e Walker, Marnes viene aggredito nel suo alloggio. Contemporaneamente, in un nascondiglio nel suo appartamento, che prima era appartenuto allo sceriffo Becker, Nichols ritrova i documenti di Wilkins.
- Altri interpreti: Lee Drage (Franky Brown), Amelie Child-Villiers (Juliette ragazzina), Ida Brooke (Shirley ragazzina), Charlie Coombers (Knox giovane), Cole Vernon (Jacob Nichols), Alana Maria (Ellis), Bruce Lester Johnson (responsabile riciclo), Frances Gilbert (assistente del sindaco).

## Il figlio di un inserviente
- Titolo originale: The Janitor's Boy
- Diretto da: David Semel
- Scritto da: Graham Yost

### Trama
Marnes viene ritrovato morto e viene sepolto assieme alla sindaca: entrambe le morti vengono fatte passare inizialmente per naturali. Paul Billings, un ex giudiziario che Sims voleva già come sceriffo dopo Becker, viene nominato vice di Nichols. La segretaria del Dipartimento dello Sceriffo, Sandy, prega Juliette di scoprire a ogni costo la verità sulla morte di Marnes, perché i giudiziari hanno l'abitudine di trovare spesso un capro espiatorio pur di chiudere in fretta i casi. Nichols e Billings interrogano una delle persone presenti in una lista trovata nelle tasche di Marnes senza ricavarne alcunché; liberatasi con una scusa del vice, che sospetta essere tuttora un confidente dei giudiziari, Juliette si reca all'appartamento indicato come quello di Kennedy (l'uomo che aveva picchiato Marnes qualche giorno prima) e, non trovandovi alcuno, entra forzando la serratura. Qui, frugando nei mobili, trova quelle che sembrano proprio le prove degli omicidi della sindaca Jahns e del vice Marnes: una scatola di veleno per topi e un disegno sottratto dall'appartamento di Marnes. Rintracciato Kennedy, l'uomo le dice che in realtà, dopo la morte della moglie, aveva cambiato casa: le prove da lei rinvenute e saggiamente lasciate sul posto sono dunque state messe ad arte dai giudiziari, ma nella casa sbagliata. Billings indirizza Nichols verso un sospettato che gli hanno indicato i giudiziari, ma l'astuta meccanica mangia la foglia: invece di seguire la pista indicata da Billings, dando così il tempo ai giudiziari di incastrare Kennedy, facendola passare per un'incompetente da licenziare, Juliette chiede un mandato di arresto per Kennedy e si reca alla sua vecchia casa, dove trova un'aspirante ombra di Sims, Doug Trumbull, al quale rivela che ha messo le prove nella casa sbagliata. Messo alle strette, l'uomo si dà alla fuga e, inseguito da Nichols, tenta di ucciderla. La notte successiva Trumbull incontra Sims, che gli racconta la storia del padre, un inserviente che in realtà era una sorta di agente segreto che faceva il lavoro più importante del silo; poi, dopo avergli fatto giurare di essere pronto a sacrificare tutto per il bene del silo come sua ombra, lo spinge giù dal ballatoio, facendolo successivamente passare per suicida e facendo emergere le prove che effettivamente lo incolpano degli omicidi di Jahns e Marnes. Nichols vorrebbe continuare a indagare per trovare il movente, ma la giudice Meadows le chiede di fermarsi per evitare agitazioni fra la popolazione. Mentre Sandy lascia l'ufficio dello Sceriffo per un altro incarico ai piani medi, Nichols incontra in sala mensa un uomo, Lukas Kyle, che tutte le notti fissa sul monitor le luci nel cielo, di cui traccia una mappa, ignorando che cosa siano le stelle. Nichols chiede quindi a Holland due giorni di riposo per tornare nei piani bassi a recuperare le sue cose e si reca da Walker, alla quale aveva consegnato una videocamera, recuperata tra le reliquie di Wilkins, perché scoprisse cosa fosse. Parlando con Walker, questa le fa notare gli strani divieti posti dai fondatori, come quello di installare impianti ascensori o di utilizzare lenti di ingrandimento troppo potenti. Nichols quindi scende di nuovo nel rifugio di Wilkins, vicino all'escavatore sul fondo del silo, per recuperare la prima reliquia che George le aveva mostrato: il piccolo dispenser di caramelle.
- Altri interpreti: Andrew P. Stephen (Charles Martin), Roderick Hill (vicino di casa), Damian Schedler Crus (portatore), Jasmine Imboden (spettatrice).

## La reliquia
- Titolo originale: The Relic
- Diretto da: Bert & Bertie
- Scritto da: Aric Avelino

### Trama
Nichols nasconde la reliquia nell'appartamento di Trumbull e fa in modo che a trovarla sia Billings: è l'unico modo per portare alla luce l'oggetto e poter continuare le indagini su Wilkins. Si reca quindi dalla giudice Meadows e ottiene l'autorizzazione a indagare sulla reliquia. In quei giorni è in atto una specie di moratoria: chiunque consegni all'autorità oggetti proibiti non sarà punito. Gli sceriffi si recano da Kennedy che li indirizza da Regina Jackson, l'ex amante di Wilkins; la donna lo dipinge come un cinico opportunista che utilizzava le persone per i propri scopi; gli aveva procurato alcuni vecchi oggetti e se n'era andato lasciandola nei guai con il Reparto Giudiziario, che l'aveva isolata dalla famiglia. Consultando il database, Sims scopre che la reliquia apparteneva a Wilkins e accusa Nichols di averla messa nell'appartamento di Trumbull, ma il sindaco Holland la difende ipotizzando che Trumbull avesse potuto prenderla durante la perquisizione nell'alloggio di Wilkins e suggerisce di fermare le indagini per non creare agitazione nella cittadinanza. Il vice Billings l'accusa di averlo manipolato, ma lei gli rinfaccia di sapere che ha la "sindrome", una patologia che crea tremori e che non è compatibile col lavoro di poliziotto. Recatasi nuovamente da Jackson, Nichols la mette alle strette: la donna, terrorizzata, afferma che un misterioso uomo si presentava di notte a casa sua e le riassumeva le cose che lei aveva fatto e detto durante la giornata, minacciandola di fare del male ai suoi cari se non avesse collaborato, e lei gli aveva confessato tutti i nomi di trafficanti che conosceva, Wilkins compreso: Regina gli aveva procurato l'hard disk e George in cambio le aveva dato una vecchia guida turistica della Georgia, palesemente proveniente dall'epoca pre-silo. Rientrata nel suo appartamento, Nichols sfoglia la rivista, ignara di essere spiata, assieme al resto del silo, da un sofisticato sistema di videosorveglianza.
- Altri interpreti: Angela Yeoh (vice Molly Karins), Akie Kotabe (Diego, operatore sorveglianza), Brendan Howley (operatore sorveglianza), Delroy Atkinson (custode), Taj Kandula (segretaria giudice).

## I guardiafiamma
- Titolo originale: The Flamekeepers
- Diretto da: Bert & Bertie
- Scritto da: Jessica Blaire

### Trama
Sulla rivista, appuntato assieme ai nomi di George e di sua madre, c'è il nome Gloria: è Hildebrandt, l'esperta di fertilità che aveva messo sul chi vive Allison Becker. Nichols si reca in ospedale, dove Gloria è stata ricoverata per demenza; in realtà la donna, perfettamente sana, viene tenuta sotto sedativi su ordine della giudice Meadows. In un ambiente segreto del Reparto Giudiziario, in cui si accede dalla stanza degli inservienti, è installato un centro di sicurezza e sorveglianza con tecnologie ben superiori a quella media del silo: qui diversi operatori spiano 24h/24 chiunque vogliano, e Sims è il responsabile della struttura. Nichols si reca in ospedale ma viene respinta, dato che ci vorrebbe l'autorizzazione della giudice; viene convocata dal sindaco pro tempore Holland, che le confida che dopo che ha preso le sue difese è stato minacciato dal Giudiziario e le chiede aiuto per tenere a bada la magistrata. Nichols si reca a casa della giudice, che è in malattia: senza alcun timore reverenziale le intima di revocare il ricovero coatto di Hildebrandt, ma Meadows afferma di non potere, sottintendendo che sopra di lei gravitino ben altri poteri dei quali è una pedina. L'intero colloquio è ascoltato dal team di Sims. Juliette si reca dal padre chiedendogli aiuto: il dottor Nichols, per cercare di redimersi parzialmente, porta fuori Gloria e le inietta uno stimolante, così che Juliette possa parlarle. La donna afferma di essere una "guardiafiamma", ossia una donna che ricorda il tempo pre-Silo e ne conserva le reliquie; sono represse dal Giudiziario e viene impedito loro di procreare grazie a dei medici compiacenti, e il dottor Nichols pare che lo fosse. Gloria aveva dato la reliquia più preziosa, la rivista turistica, all'ultima guardiafiamma: Anne, la madre di George. Inoltre parla a Juliette di sua madre Hannah che Anne conosceva non perché fosse una guardiafiamma, ma perché stava tentando di costruire un dispositivo di ingrandimento (proibito dalle leggi del silo). Juliette riporta Gloria nella sua stanza; qui l'anziana nota che non ci sono più i fiori dello sceriffo Becker di fronte allo specchio e Nichols ha un'illuminazione: anche nella sua abitazione c'erano dei fiori di fronte allo specchio (rimossi dalla manutenzione) e Becker le aveva lasciato un biglietto di avviso ("metti un altro mazzo di fiori di fronte allo specchio") a cui lei non aveva dato peso. Dopo aver coperto lo specchio, Nichols ritrova l'hard disk nel condotto di aerazione della stanza di Gloria. Dal centro di sorveglianza, Sims invia gli incursori.
- Altri interpreti: Angela Yeoh (vice Molly Karins), Aleah Aberdeen (Jinny), Akie Kotabe (Diego), Brendan Howley (addetto alla sorveglianza), Taj Kandula (segretaria giudice), Jacqueline Berces (infermiera Amy), Elisabeth Bagnall (figlia immaginaria di Gloria), Billy Bagnall (marito immaginario di Gloria), Jarren Dalmeda (uomo agitato), Rowan Vickers (infermiere Tim).

## Hanna
- Titolo originale: Hanna
- Diretto da: Adam Bernstein
- Scritto da: Jeffery Wang & Ingrid Escajeda

### Trama
Nichols riesce a sfuggire agli incursori nascondendosi nel nido, ma non riesce ad accedere all'hard disk. Rientrata in ufficio, vi trova gli incursori che eseguono una perquisizione ma, per niente intimorita, si reca al Giudiziario e arresta Sims per perquisizione illegittima. Quand'era ragazzina, Juliette aveva assistito a una perquisizione simile a casa sua, quando gli incursori cercavano un rudimentale microscopio che Hanna Nichols aveva costruito per scopi chirurgici, dato che suo figlio minore era morto per problemi cardiaci risolvibili se lo avesse operato utilizzando un dispositivo simile. Rimasta nell'ufficio di Sims, Nichols trova in uno scompartimento segreto dei fascicoli rigurardanti Hanna, Martha Walker e Shirley Campbell, sua collega meccanica. Nel fascicolo della madre c'è la prova che Hanna era spiata dal Giudiziario con le telecamere nascoste: lei era convinta (e Hanna pure) che fosse stato il dottor Nichols a fare la spia; pentita, Juliette si reca dal padre e si riconcilia con lui. Poi cerca di scendere al Reparto Meccanica per portare il drive a Walker, ma a ogni livello c'è un posto di blocco degli incursori. Si rivolge quindi a Lukas Kyle, l'informatico osservatore di stelle che si è preso una cotta per lei, ma il giovane, per paura di ritorsioni sulla madre, non l'aiuta. Ritenta quindi la discesa al Reparto Meccanica e incontra il sindaco provvisorio Holland che la porta in un campo di mais per parlare: qui l'uomo si tradisce nominando l'hard disk e Juliette capisce che c'è lui dietro tutto, è lui che dirige il regime poliziesco del silo grazie al controllo dei server informatici. Sopraggiunge Sims e Nichols viene arrestata con l'accusa di avere pronunciato le parole proibite ("voglio uscire"), cosa ovviamente non vera. Holland l'ha usata per recuperare il drive che lo sceriffo Becker aveva nascosto dopo che aveva scoperto la videosorveglianza e intuito chi vi fosse dietro. Approfittando di uno spasmo di Billings dovuto alla sindrome, Nichols si divincola, recupera l'hard disk e salta oltre il parapetto delle scale.
- Altri interpreti: Simon Armstrong (Mosley), Amelie Child-Villiers (Juliette ragazzina), Helene Maksoud (infermiera Alice), Jacqueline Berces (infermiera Amy), Isabelle Schuler (assistente giudiziaria), Paul Herzberg (Kilroy), Khairika Sinani (incursore Jean Robinson), James Day (portatore), Mark Ramsay (elettricista), Sarah Farrell (agente posto di blocco), Liam Akpan (vice Jerry).

## In fuga
- Titolo originale: The Getaway
- Diretto da: Adam Bernstein
- Scritto da: Lekethia Dalcoe

### Trama
Atterrata incolume al livello inferiore, Nichols fugge e si rende irreperibile. Strenuamente ricercata dal Giudiziario, l'astuta meccanica si va a nascondere proprio nella tana del lupo: a casa di Sims dove, dopo aver legato la moglie Camille, accede al drive dopo averlo collegato al pc di Robert, che ha le autorizzazioni necessarie. Qui Nichols trova un video registrato da Wilkins dove l'uomo la mette al corrente sul contenuto del disco. Il video è visto anche da Camille che inaspettatamente le consiglia di fuggire. Nichols viene tracciata grazie al numero del drive, fornito a Holland da Kyle: messo sotto torchio, l'informatico ammette di essere stato a casa di Nichols ma di non averla aiutata. Billings si reca all'alloggio dello sceriffo, appena passato al setaccio dagli incursori, che però non hanno trovato la rivista turistica che invece trova il vicesceriffo: dopo averne strappato una pagina, brucia il giornale, sconvolto. Nichols si rifugia a casa di Kennedy: l'ex contrabbandiere chiama il suo amico hacker Danny che accede al drive camuffando contemporaneamente l'indirizzo IP del pc di Kennedy. Nichols finisce di vedere il video di Wilkins: l'uomo confessa di averla cercata per i suoi scopi ma di essersi innamorato di lei; inoltre aveva trovato sbarrato l'ingresso al passaggio sul fondo del Silo e la esorta a trovarlo e aprirlo. Subito dopo i tre guardano increduli il video che già aveva visto Allison Becker e che mostra l'esterno dei Silo verde e accogliente.
- Altri interpreti: Helene Maksoud (infermiera Alice), Oscar Coleman (Anthony Sims), Nimisha Odebra (Denise), Akie Kotabe (Diego), Nick Judge (agente giudiziario), Shannon Taiwo (agente giudiziario), Khairika Sinani (incursore Jean Robinson), Chris Anderson (incursore).

## L'esterno
- Titolo originale: Outside
- Diretto da: Adam Bernstein
- Scritto da: Fred Golan

### Trama
Nichols, Kennedy e Danny fuggono attraverso gli scarichi dei rifiuti. Arrivati a un livello inferiore, collegano l'hard disk a un ripetitore di segnale e mandano il video sui monitor del Silo, ma Holland spegne il sistema e li rintraccia. Nichols torna agli scarichi e si lascia cadere al piano terra, dove c'è il suo vecchio reparto e i suoi vecchi amici. Qui viene raggiunta da Holland e Sims: il direttore del Reparto IT distrugge il drive e propone a Nichols la salvezza dei suoi amici in cambio della sua uscita dal silo senza opposizione: Juliette accetta. Portata al centro operativo di sorveglianza le viene mostrato il video della morte di Wilkins, che in effetti si era suicidato; subito dopo viene rinchiusa nella cella degli "uscenti". Nel frattempo, per la prima volta dopo vent'anni, Walker esce da casa sua e si reca dall'ex moglie Carla, che lavora al reparto Ricambi, e assieme rimuginano sul furto di nastro anticalore che Nichols aveva commesso mesi prima, nastro che era riservato al Reparto IT: quei nastri – riflettono Martha e Carla – sono di pessima qualità, al contrario dei loro. In cella, Juliette riceve le visite del padre e di Shirley; quest'ultima le consegna un messaggio di Walker ("C'è del buono nei ricambi"). Infine ha un colloquio con Holland, che le spiega il perché debbano attuare un regime poliziesco per mantenere l'ordine affinché la razza umana non si estingua; quando Juliette gli parla del passaggio nascosto che Wilkins aveva trovato, recupera i rottami dell'hard disk. Infine giunge il momento: Nichols viene dotata di tuta antiradiazioni (fissata col nastro anticalore) e fatta uscire. Una volta fuori vede esattamente lo stesso scenario che aveva visto nel video presente nell'hard disk e capisce vi è un simulatore olografico che trasmette un fasullo paesaggio idilliaco agli uscenti per spingerli a pulire la telecamera esterna: si reca di fronte ad essa e non la pulisce, lasciando interdette tutte le persone all'interno del Silo. Subito dopo lascia la stella dello sceriffo Becker sopra il suo corpo (attraverso la simulazione olografica, lei vede un masso): capisce che il nastro anticalore di buona qualità, che Martha grazie a Carla le aveva fornito, impedisce alle radiazioni e al calore di ucciderla nel breve periodo. Una volta oltrepassato il bordo del cratere, la simulazione cessa e Juliette può finalmente vedere la realtà: un paesaggio devastato e inospitale, rovine di una città all'orizzonte, decine di altri crateri con altri silo attorno a lei.
- Altri interpreti: Olatunji Ayofe (Teddy), Akie Kotabe (Diego), Angela Yeoh (vice Molly Karins), Ajan Genc (addetto alla sorveglianza).